# Луций Фулвий Гавий Нумизий Петроний Емилиан
Луций Фулвий Гавий Нумизий Петроний Емилиан (на латински: Lucius Fulvius Gavius Numisius Petronius Aemilianus) е политик и сенатор на Римската империя през началото на 3 век.

## Биография
Емилиан e италик и патриций. През 206 г. той е консул заедно с Марк Нумий Сенецио Албин.
Той е баща на Фулвий Емилиан (консул 244 г.) и Луций Фулвий Гавий Нумизий Емилиан (суфектконсул 223, 235 г., консул 249 г.).